# MONSTER (B'z專輯)
《MONSTER》是日本摇滚组合B'z的的第十五张录音室专辑。2006年6月28日由VERMILLION RECORDS于日本发行。
最終銷量約53.9萬張。

## 曲目
| 曲序 | 曲目                     | 时长 |
| ---- | ------------------------ | ---- |
| 1.   | ALL-OUT ATTACK           | 4:11 |
| 2.   | SPLASH!                  | 3:33 |
| 3.   | 唯一絕不動搖的東西（）   | 4:38 |
| 4.   | 戀愛的Summer Session（） | 3:28 |
| 5.   | 煙霧瀰漫的世界（）       |      |
| 6.   |                          | 3:17 |
| 7.   | 無言的Promise（）        | 4:57 |
| 8.   | MONSTER                  | 4:53 |
| 9.   | 不管睡或醒（）           | 3:26 |
| 10.  | Happy Birthday           | 3:54 |
| 11.  | 小丑（）                 | 3:13 |
| 12.  | 雨滴Blues（）            | 6:17 |
| 13.  | 如果明天太陽還會昇起（） | 4:52 |
| 14.  | OCEAN 〜2006 MiX〜       | 5:26 |

## 制作人员
- 松本孝弘：吉他・全曲作曲・編曲
- 稻叶浩志：主唱・全曲作詞・編曲・口琴（#9）
- シェーン・ガラース：鼓手・打击乐器
- 徳永暁人：电贝司・和声（#1.4-6.8.10）・全曲編曲
- 小野塚晃：电子琴（#4.5.7.12.13）
- 上石統：小号（#4.12）
- 東條あづさ：长号（#4.12）
- 宮崎隆睦：萨克斯风（#4.12）
- 武田和大：萨克斯风（#4.12）
- 石橋尚子：小提琴（#7）
- 徳永友美：小提琴（#3）
- MAKI NAGATA：小提琴（#7.8）
- TAKAHASHI MAYU：中提琴（#7）
- ONUKI EIKO：大提琴（#7）
- TMAM MUSIC strings：弦乐演奏
- 大田紳一郎：和声（#1.4-6.8.10.13.14）
- 竹井詩織里：和声（#4.10）
- 森田葉月：和声（#4.10）
- 森川七月：和声（#4.10）
- GOW：ヴォイス（#7）
- ジェイ・バウムガードナー：混音工程师
- セルジオ・チャベズ：录音工程师